# Abul Djabar
Abul Djabar († 21. Oktober 1970 in Kabul) war ein afghanischer Serienmörder, dem mehr als 300 Morde zugeschrieben werden.
Djabar vergewaltigte seine männlichen Opfer und strangulierte sie anschließend. 1970 wurde er auf frischer Tat ertappt und verhaftet. Von den mehr als 300 ihm zugeschriebenen Morden konnten ihm 65 nachgewiesen werden. Djabar wurde zum Tode verurteilt und im Oktober 1970 in Kabul gehängt. Zum Zeitpunkt von Djabars Verhaftung waren bereits zwei Unschuldige für die Morde gehängt worden.